# Bremen Arena
Bremen Arena är den största inomhusarenan i Bremen, Tyskland. Den används till sport-, musik- och mässevenemang. Arenan, som från början hette Stadthalle Bremen och öppnades 1964, bytte namn till AWD-Dome då Allgemeiner Wirtschaftsdienst köpte upp rättigheterna till namnet, 2005. Samtidigt investerade man 50 miljoner euro för att bygga ut arenan till att rymma 14500 sittplatser istället för dåvarande 3500.
AWD-Dome har bl.a. använts vid Världsmästerskapet i handboll för herrar 2007 samt under det årligen återkommande evenemanget Musikschau Der Nationen

### Fotnoter
1. ↑  World Group, 2008 Quarterfinal Davis Cup Germany vs Spain April 2008